# 日尔加鸟属
日尔加鸟属（学名：Zhylgaia）是种已灭绝的鸟类，生存于古新世晚期，化石为哈萨克斯坦发现的两块不完整的肱骨。
该属的亲缘关系未知。最初将其归入普瑞斯比鸟科，当时被视为某种类型的“过渡型滨鸟”。在认识到该科更可能为相当进阶的史前水鸟后，日尔加鸟又被归入形态分类群“始鸬鹚科”（"Graculavidae"）。该科由晚白垩世及古新世的滨鸟组成，并非自然演化支，而只是将几种外表相似的鸟归为一类。关于日尔加鸟，唯一知道的就是该分类单元可能是种今鸟类，最有可能属于其中的古颚类。
日尔加鸟于2008被归入鹲科——一类与现生热带海鸟近缘的已灭绝科——依据为其解剖特征及体型与该科的岩翼鸟一致。